# Ballynafeigh Chess Club
Ballynafeigh Chess Club – północnoirlandzki klub szachowy z siedzibą w Belfaście, dwukrotny zdobywca Ulster Trophy.

## Historia
Klub powstał w 2010 roku. Organizował m.in. cykl turniejów szachów szybkich Ballynafeigh Super Series. W 2011 roku zajął czwarte miejsce w UCU League 1. Rok później klub zdobył wicemistrzostwo, ulegając jedynie Fisherwick Chess Club; identyczny rezultat osiągnięto w sezonie 2013. W sezonie 2014/2015 klub po raz pierwszy wygrał UCU League 1. W 2016 roku uzyskano wicemistrzostwo, a w kolejnym sezonie drugi tytuł mistrzowski. W 2020 roku Ballynafeigh Chess Club zajął trzecie miejsce w lidze.